# 彭哲
彭哲（1924年8月—2015年11月），男，藏族，青海乐都人，中华人民共和国藏学研究专家、政治人物，曾任中国藏学研究中心副总干事，西藏自治区人大常委会副主任。